# Герсон, Бетти Лу
Бе́тти Лу Ге́рсон (англ. Gerson; 20 апреля 1914, Чаттануга, Теннесси, США — 12 января 1999, Лос-Анджелес, Калифорния, США) — американская актриса

.

## Биография

### Ранние годы и карьера
Герсон родилась в Чаттануге, штат Теннесси, 20 апреля 1914 года, но выросла в Бирмингеме, штат Алабама, где её отец был руководителем сталелитейной компании. Она была еврейкой. Она получила образование в частных школах в Бирмингеме и Майами, штат Флорида. В возрасте шестнадцати лет она переехала со своей семьёй в Чикаго, где она выступала в радиосериале The First Nighter Program. Позднее она снова переехала в Нью-Йорк.
Преимущественно была активной на радио, а также в кино, на телевидении и в качестве актрисы озвучивания. Она известна, как голос злодейской, эгоистичной светской львицы Стервеллы Де Виль из мультфильма Уолта Диснея «101 далматинец» (1961).

### Замужества и поздние годы жизни
В 1936 году Герсон вышла замуж за Джозефа Т. Айнли в Четвёртой Пресвитерианской церкви в Чикаго. В то время он был радиорежиссёром компании Leo Burnett, Incorporated. Спустя 29 лет брака, 16 сентября 1965 года, 62-летний Айнли скончался.
Через год после смерти Айнли, 2 декабря 1966 года, Герсон повторно вышла замуж за Луиса Р. Лорию. Герсон завершила карьеру в том же году, хотя по-прежнему использовала свой голос, работая на телефоне в компании своего второго мужа Луиса Лории. 10 мая 1994 года она вновь стала вдовой после почти 28-ми лет брака.
Она была удостоена славы, как Легенда Диснея в 1996 году.
Она вернулась в кино в последний раз в 1997 году, предоставив голос рыбке Фрэнсис в «Cats Do not Dance».
12 января 1999 года Герсон умерла в возрасте 84-х лет от инсульта в Лос-Анджелесе, Калифорния.

## Избранная фильмография
| Год  |    | Русское название | Оригинальное название          | Роль               |
| ---- | -- | ---------------- | ------------------------------ | ------------------ |
| 1950 | мф | Золушка          | Cinderella                     | Рассказчик         |
| 1958 | ф  | Муха             | The Fly                        | Медсестра Андерсон |
| 1961 | мф | 101 далматинец   | One Hundred And One Dalmatians | Стервелла Де Виль  |
| 1964 | ф  | Мэри Поппинс     | Mary Poppins                   | Старуха из трущоб  |